# Lamellisabella coronata
Lamellisabella coronata är en ringmaskart som beskrevs av Southward 1969. Lamellisabella coronata ingår i släktet Lamellisabella och familjen skäggmaskar. Inga underarter finns listade i Catalogue of Life.